# 全球化史

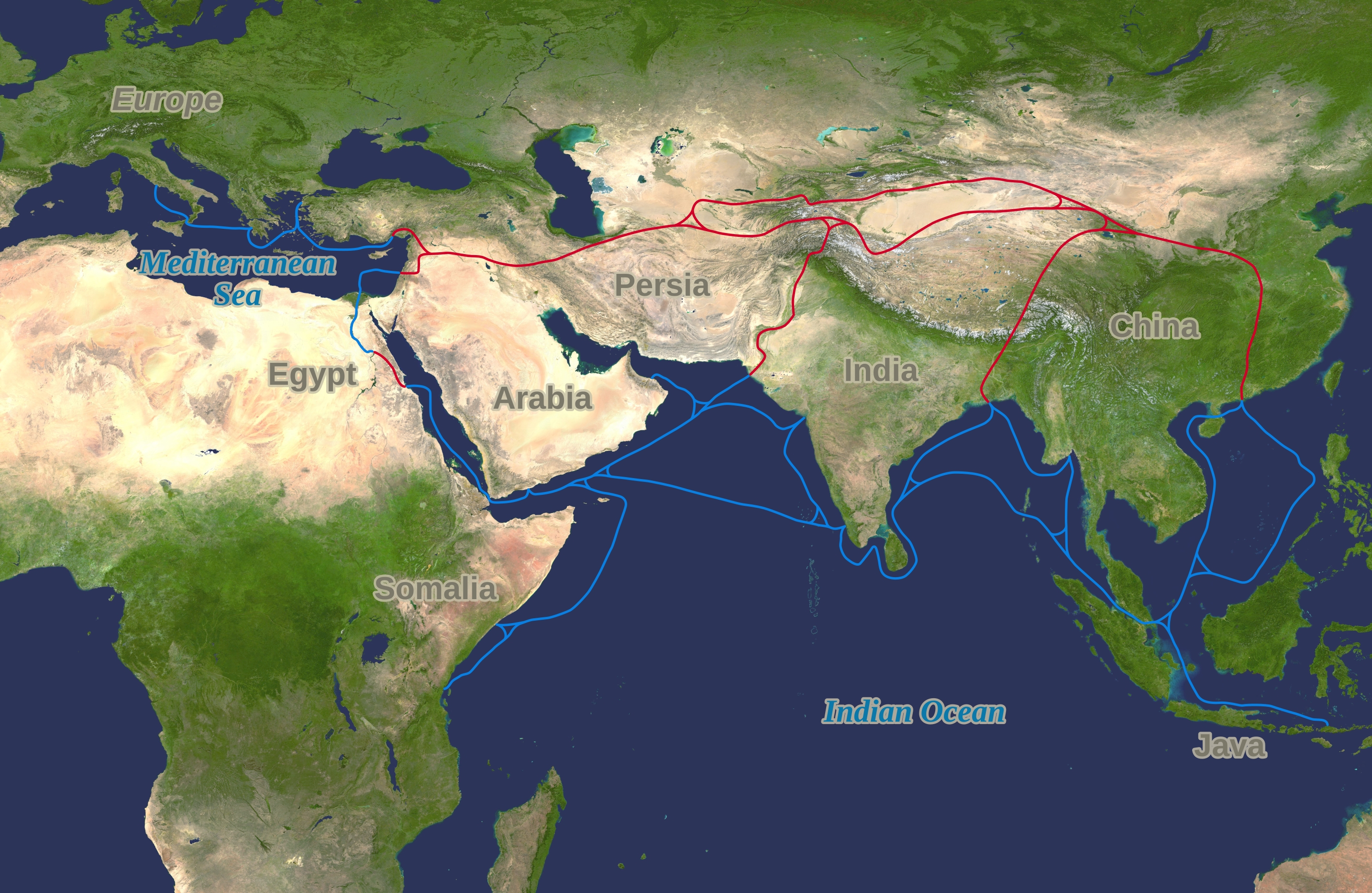
丝绸之路和香料贸易路线的范围在1453年被奥斯曼帝国封锁，刺激了探索。

全球化的历史渊源（也称为历史全球化）是一个不断争论的主题。尽管许多学者把全球化的起源放在现代（19世纪左右），但也有人认为它是一种历史悠久的现象，可以追溯到几千年前（这一概念被称为古全球化）。全球化历史中大致横跨1600年至1800年的时期又被称为原始全球化。

## 古老的全球化
也许全球化的深刻历史渊源的极端支持者是安德烈·岡德·法蘭克，一位与依附理论相关的经济学家。 弗兰克认为，自从公元前三千年苏美尔与印度河流域文明之间的贸易联系兴起以来，一种形式的全球化就已经存在。 这一观点的批评者认为，它建立在对全球化过于宽泛的定义之上。
湯馬斯·佛里曼 将全球化的历史分为三个时期：全球化 1.0（1492-1800）、全球化 2.0（1800-2000）和全球化 3.0（2000-至今）。 他指出，全球化1.0涉及国家的全球化，全球化2.0涉及公司的全球化，全球化3.0涉及个人的全球化。
甚至早在史前时期，就可以找到现代全球化的根源。 我们祖先向五大洲的领土扩张是建立全球化的关键组成部分。 农业的发展将世界上绝大多数人口转变为稳定的生活方式，从而进一步推动了全球化。 然而，由于缺乏远程互动和技术，全球化未能加速。 当代全球化进程可能发生在 19 世纪中叶左右，因为资本和劳动力流动性的增加以及运输成本的降低导致世界变得更小。

13世纪的世界体系

一种早期形式的全球化经济和文化，称为古全球化，存在于希腊化时代，当时商业化的城市中心围绕着希腊文化的轴心，从印度延伸到西班牙，如亞歷山卓、雅典等城市, 和安提阿在它的中心。贸易在那个时期很普遍，这是世界主义文化（来自希腊语“Cosmopolis”，意为“世界城市”）的概念第一次出现。其他人已经在罗马帝国、帕提亚帝国和汉朝之间的贸易联系中看到了全球化的早期形式。这些大国之间日益紧密的商业联系激发了丝绸之路的发展，这条丝绸之路始于中国西部，到达帕提亚帝国的边界，并继续向罗马前进。 
伊斯兰黄金时代也是全球化的重要早期阶段，当时犹太和伊斯兰经济学史和中世纪伊斯兰世界的地理和制图在旧世界建立了持续的经济，导致作物、贸易、知识和技术的全球化。在这一时期，全球重要的作物，如糖和棉花，在穆斯林世界得到广泛种植，而学习阿拉伯语和完成朝觐的必要性创造了一种国际化的文化。 

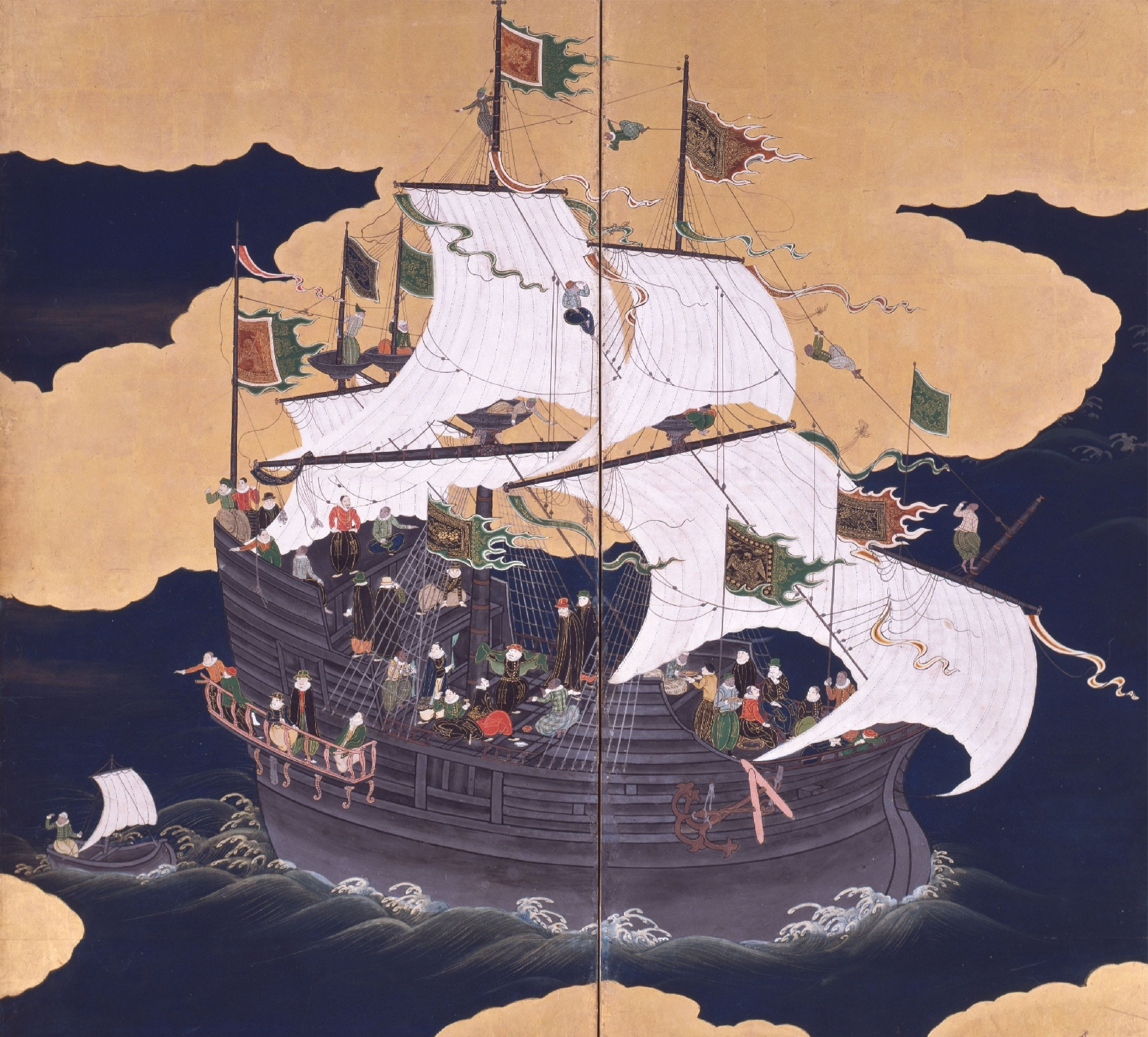
长崎葡萄牙克拉克帆船，17世纪日本南蛮贸易

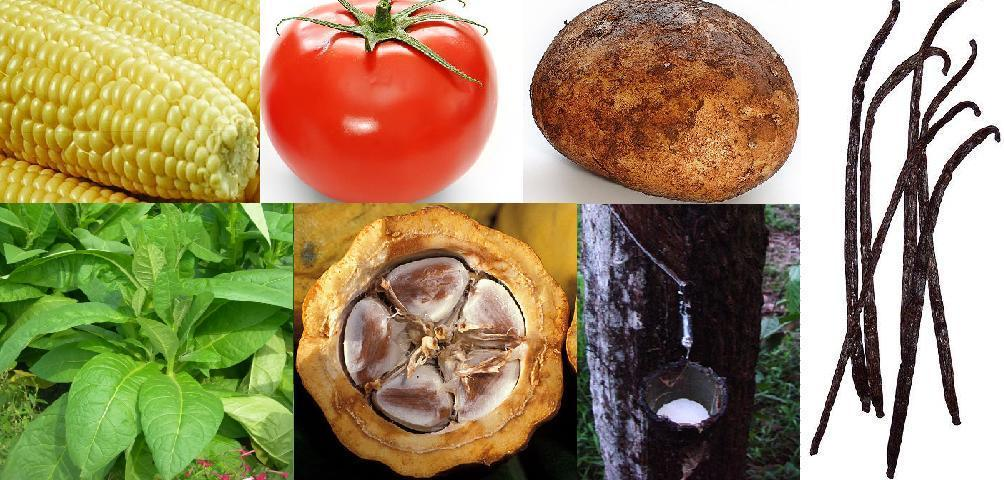
全球交换新大陆本土作物：玉米、番茄、马铃薯、香草、橡胶、可可、烟草

蒙古帝国的出现虽然对中东和中国的商业中心造成了不稳定，但极大地促进了丝绸之路的旅行。这使得旅行者和传教士如马可波罗成功地（并且有利可图地）从欧亚大陆的一端到另一端。 13 世纪的蒙古和平还有其他几个显着的全球化影响。它见证了第一个国际邮政服务的创建，以及鼠疫等流行病在中亚新统一的地区的迅速传播。 这些全球或半球交换的前现代阶段有时被称为古老的全球化。然而，直到 16 世纪，即使是最大的国际交换系统也仅限于旧世界。

## 原始全球化
这个阶段被称为原始全球化。它的特点是欧洲海上帝国的崛起，在 15、16 和 17 世纪，首先是葡萄牙和西班牙帝国，后来是荷兰和大英帝国。到了 17 世纪，全球化也成为了一种私人商业现象，英国东印度公司（成立于 1600 年）（通常被称为第一家跨国公司）和荷兰东印度公司（成立于 1602 年）等特许公司成立。
地理大发现时代带来了全球化的广泛变化，这是欧亚大陆和非洲与新大陆进行大量文化、物质和生物交流的第一个时期。它始于 15 世纪后期，当时伊比利亚半岛的两个王国——葡萄牙和卡斯蒂利亚——在好望角和美洲进行了第一次探索航行，克里斯托弗·哥伦布于 1492 年“发现”。 16世纪之交前不久，葡萄牙人开始建立从非洲到亚洲和巴西的贸易站（工厂） ，处理奴隶、黄金、香料和木材等当地产品的贸易，引入了一个由王室垄断的国际商业中心,印度之家。 
随着欧洲对美洲的殖民开始哥伦布大交换 ，全球一体化继续进行，植物、动物、食物、人口（包括奴隶）、传染病和文化在东半球和西半球之间进行了广泛广泛的交流。这是历史上涉及生态、农业和文化的最重要的全球事件之一。 16 世纪通过欧洲海员从美洲传来的新作物对世界人口增长做出了重大贡献。 

## 现代全球化

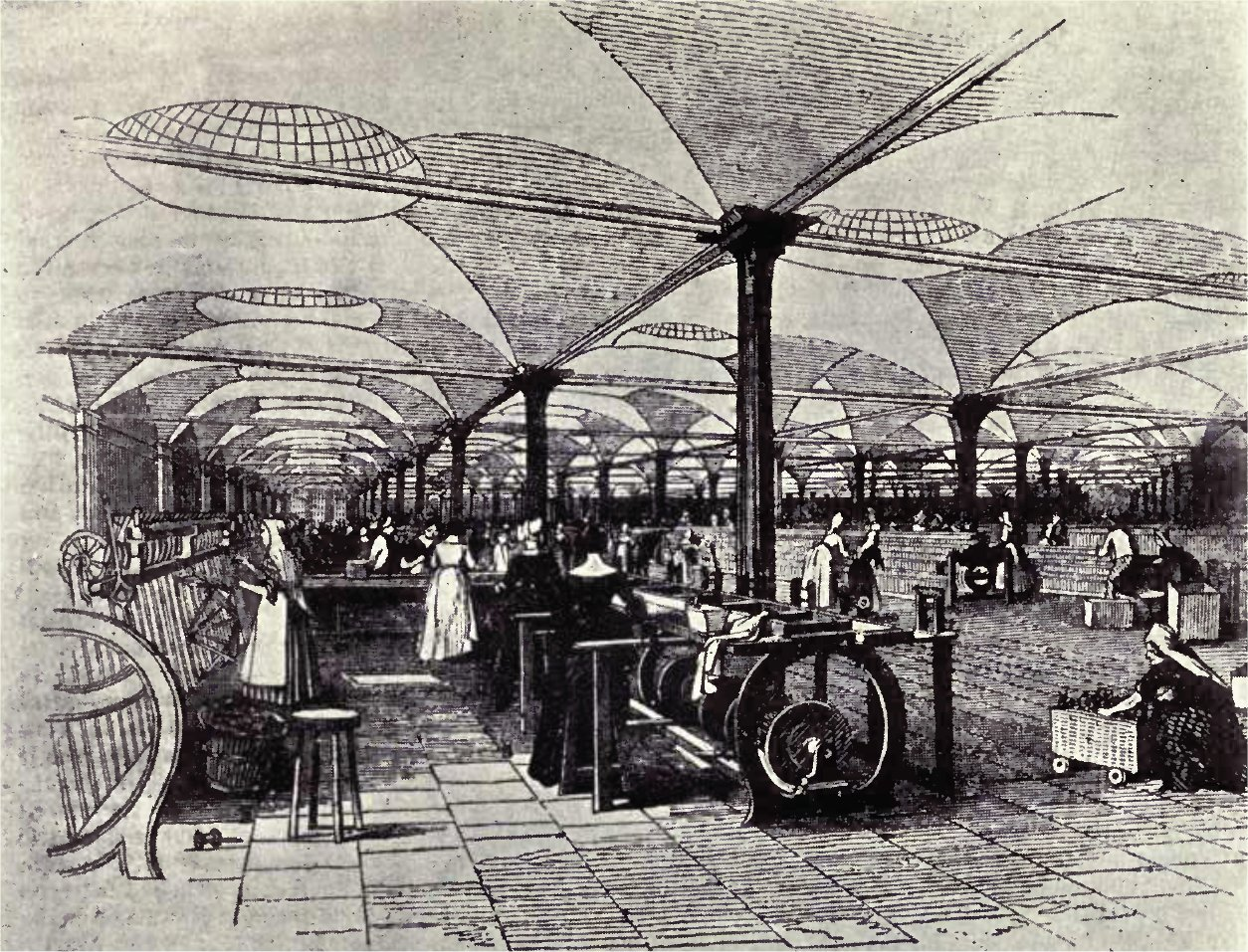
19 世纪英国成为第一个全球经济超级大国，因为其卓越的制造技术和改进的全球通讯，如轮船和铁路。

19 世纪见证了全球化接近其现代形式的到来。工业化允许利用规模经济廉价生产家居用品，而快速的人口增长创造了对商品的持续需求。这一时期的全球化是由 19 世纪的帝国主义决定性地塑造的。在第一次和第二次鸦片战争开启了中国的对外贸易，以及英国完成对印度的征服之后，这些地区的广大人口成为欧洲出口商品的现成消费者。正是在这一时期，撒哈拉以南非洲和太平洋岛屿地区被纳入世界体系。与此同时，欧洲人对全球部分地区的征服，尤其是撒哈拉以南非洲地区，产生了橡胶、钻石和煤炭等宝贵的自然资源，并有助于推动欧洲帝国列强、其殖民地和美国之间的贸易和投资。 
伦敦的居民可以通过电话订购，喝着他的早茶，全世界的各种产品，并有理由期待他们早日送到他家门口。 种族和文化竞争的军国主义和帝国主义只不过是他的日报的娱乐。 在1914 年 8 月结束的那个时代是人类经济进步中一个多么非凡的插曲。

动画地图显示从 1492 年到现在的殖民帝国演变

19 世纪和 20 世纪的全球化之间存在显着差异。 有两个主要点可以看出差异。 一点是这个世纪以来的全球贸易以及资本、投资和经济。
全球贸易
20世纪的全球贸易表现出商业生产贸易比重上升、服务贸易增长以及跨国公司生产和贸易的兴起。 与 19 世纪相比，20 世纪商品的生产大大减少。 然而，为商品贸易生产的商品数量却在增长。 与 19 世纪相比，20 世纪的服务贸易也变得更加重要。 将 19 世纪的全球贸易与 20 世纪的全球贸易区分开来的最后一点是跨国合作的程度。 与19世纪相比，20世纪可以看到跨国合作的“量子飞跃”。 20世纪开始之前，只有证券投资，没有贸易相关或生产相关的直接投资。
自上个世纪以来，商业一体化得到改善，阻碍贸易的壁垒降低，运输成本降低。已经签署了多国贸易合同和协议，如关税与贸易总协定（GATT）、北美自由贸易协定（NAFTA），欧盟（EU）大力参与消除成员国之间的关税，以及世界各国贸易组织。从 1890 年到第一次世界大战之前，贸易不稳定一直是个问题，但在战后时期，主要是经济扩张导致了稳定。各国必须照顾好自己的产品；他们必须确保外国商品不会扼杀他们的国内产品，从而导致失业，甚至可能导致社会不稳定。技术变革降低了运输成本；今天在各大洲之间运输货物只需要几个小时，而不是 19 世纪的几周甚至几个月。
考虑到金融危机，一个关键的区别是货币制度。在 19 世纪，它发生在金本位制的固定汇率下。但在 20 世纪，它发生在一个有管理的灵活性的制度中。此外，在 19 世纪，各国发展了有效的最后贷款人，但在外围国家并非如此，那里的国家遭受了后果。一个世纪后，大多数新兴国家都建立了国内安全网，银行恐慌变成了政府接管无力偿债的银行系统的债务。从银行业危机中复苏是另一个关键区别。与一百年前典型的危机事件相比，它在最近时期往往开始得更早。在 19 世纪，没有可供新兴经济体使用的国际救援方案。但在最近一段时期，此类救援是全球金融格局的典型组成部分。
流量信息是 19 世纪的一个重要缺点。在 跨大西洋电缆和无线电话出现之前，信息从一个地方传送到另一个地方过去需要很长时间。因此，这意味着分析信息非常困难。例如，区分好的和坏的信用就不是那么容易了。因此，信息不对称在国际投资中发挥了非常重要的作用。铁路债券就是一个很好的例子。还有很多承包问题。对于在海外工作的公司来说，管理他们在世界其他地区的业务是非常困难的，所以这显然是一个很大的投资障碍。汇率风险、货币政策不确定等宏观经济因素也是国际投资的一大障碍。美国的会计准则在 19 世纪相对落后。英国投资者在将他们的会计实践转移到新兴市场方面发挥了非常重要的作用.

## 第一次世界大战的后果：全球化的崩溃
“现代全球化”的第一阶段在 20 世纪初随着第一次世界大战开始崩溃，以欧洲为主导的网络越来越多地面对“他者”的形象和故事，因此，他们自己承担了责任。扮演世界普遍法律和道德的守护者的角色。种族主义和不平等的做法也成为他们从世界其他地区寻找材料和资源的做法的一部分。在 1914 年第一次世界大战爆发之前的 1850 年开始之前，世界贸易的增长是对全球南方直接殖民统治基地的激励。由于其他欧洲货币正在大量流通，因此拥有资源基础的需求变得势在必行。小说家VM 叶茨批评全球化的金融力量是造成第一次世界大战的一个因素。金融力量是造成第一次世界大战的一个因素似乎要部分负责。这方面的一个例子是法国在 20 世纪对非洲大部分地区的殖民统治。第一次世界大战爆发前，法国对非洲的战争没有明确的目标，这使非洲人处于“迷失”的状态。与经济潜力不同的是，非洲的军事潜力首先得到强调……至少一开始是这样。法国对法属非洲军事潜力的兴趣需要一段时间才能被接受。法国军队中的非洲人受到法国人的自卑感。至于殖民统治的经济动机是在 1917 年，当时法国面临粮食供应危机。这是在战争爆发之后发生的，自 1917 年法国出现肥料和机械短缺以来，法国没有能力在农业上自给自足。

## 二战后：全球化复苏
二战以来的全球化，部分是政客们计划打破阻碍贸易的边界的结果。他们的工作促成了布雷顿森林会议，世界主要政治家就制定国际商业和金融框架达成协议，并成立了几个旨在监督全球化进程的国际机构。全球化还受到总部设在美国和欧洲的的全球扩跨国公司张以及全球范围内科学、技术和产品新发展交流的推动，根据大英百科全书，当时最重要的发明都起源于西方世界.西方文化的全球输出通过新的大众媒体：电影、广播和电视以及录制的音乐。国际运输和电信的发展壮大在现代全球化中发挥了决定性作用。这些机构包括国际复兴开发银行（ 世界银行）和国际货币基金组织。技术进步促进了全球化，降低了贸易成本，以及贸易谈判回合，最初是在关税和贸易总协定（GATT）的主持下达成的一系列协议，以取消对自由贸易的限制. 自二战以来，国际贸易壁垒已通过国际协定（关贸总协定）大大降低。关贸总协定和以关贸总协定为基础的世界贸易组织(WTO) 实施的具体举措包括：
- 促进自由贸易:
  - 取消关税； 建立低关税或无关税的自由贸易区自由贸易区
  - 运输成本降低，尤其是海运集装箱化的发展
  - 减少或取消资本管制
  - 减少、取消或统一对当地企业的补贴
  - 为全球企业创造补贴
  - 协调大多数州的知识产权法，但有更多限制
  - 对知识产权限制的超国家承认（例如，中国授予的专利将在美国得到承认）

由通信技术和西方文化产业的全球营销驱动的文化全球化，起初被理解为同质化的过程，是美国文化以牺牲传统多样性为代价的全球统治。然而，一种对比趋势很快变得明显，抗议全球化的运动的出现，为捍卫地方独特性、个性和身份提供了新的动力。
乌拉圭回合（1986 年至 1994 年）促成了一项条约，以创建 WTO 来调解贸易争端并建立统一的贸易平台。其他双边和多边贸易协定，包括欧洲马斯特里赫条约和北美自由贸易协定(NAFTA) 的部分内容也已签署，以实现降低关税和贸易壁垒的目标。
世界出口从 1970 年的 8.5% 上升到 2001 年占世界总生产总值的 16.2%。
在 1990 年代，低成本通信网络的发展允许将使用计算机完成的工作转移到许多工作类型的低工资地点。这包括会计、软件开发和工程设计。
2000 年代后期，许多工业化国家陷入了深度衰退。一些分析人士说，经过多年的经济一体化，世界正在经历去全球化的时期。 中国最近已经超过德国成为世界第一大出口国。

## 批评
一些作者认为，将全球化的开始时间拉长会使这个概念完全失效，对政治分析毫无用处。